# غرافين

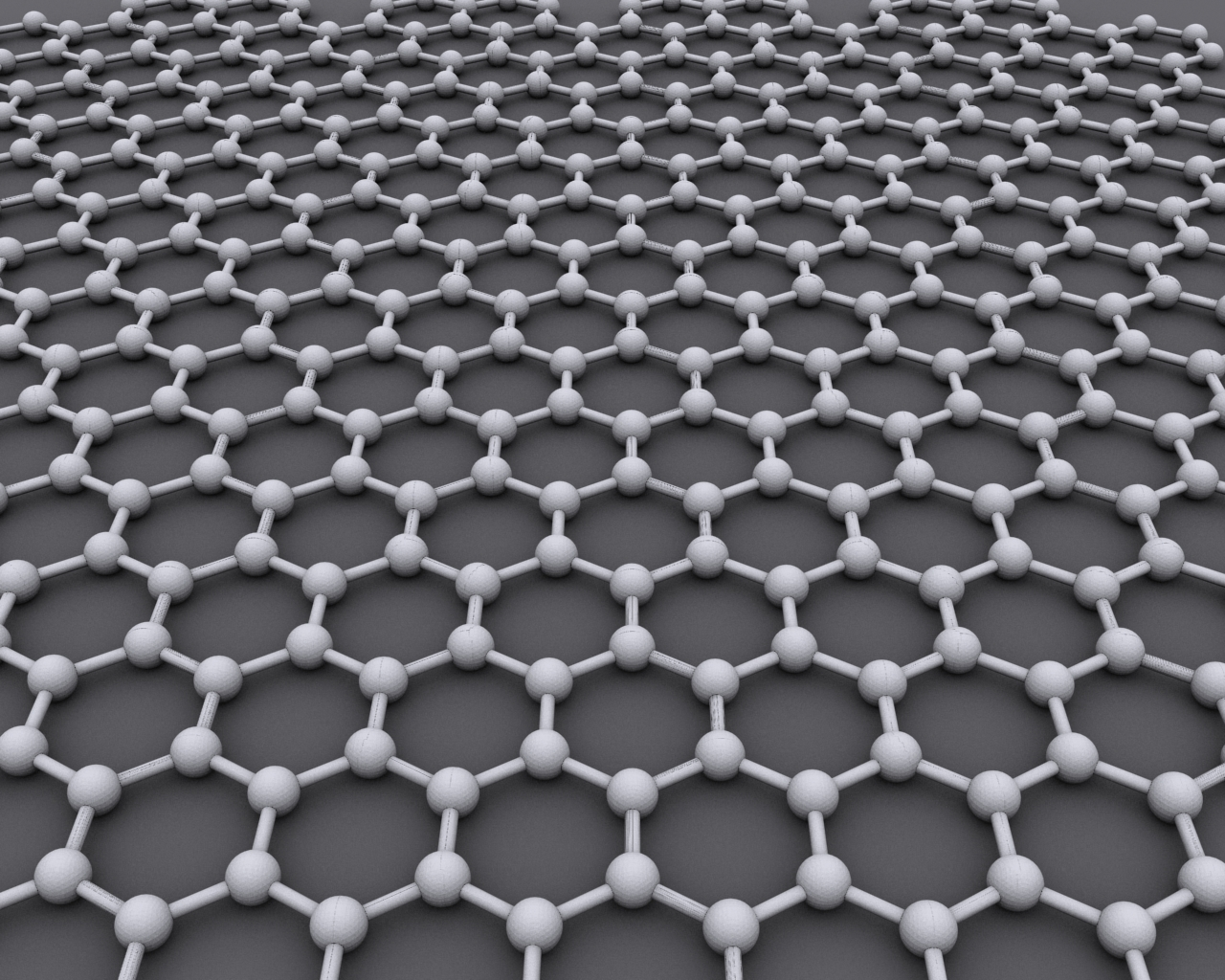
الجرافين مكون من كربون في هيئة بنية بلورية سداسية في طبقة واحدة.

الغرافين مادة متآصلة من الكربون، ثنائية الأبعاد بنيتها البلورية سداسية (وتسمى أيضا قرص العسل أو سلك الدجاج). وهي أرفع مادة معروفة على الإطلاق حتى الآن، يعادل سمكها ذرة كربون واحدة فقط، ورغم ذلك تعتبر إحدى أقوى (أمتن) المواد المعروفة. تعتبر من موصلات الكهرباء وكفاءتها تعادل كفاءة النحاس، وهي أفضل موصل للحرارة على الإطلاق، وتكاد مادة الجرافين تكون شفافة تمامًا، ورغم ذلك فهي أيضًا كثيفة للغاية لدرجة عدم سماحها بعبور أصغر ذرة (الهيليوم) من خلال هيكلها السداسي.

وطورها عالمان روسيان من جامعة مانشستر سنة 2004 وحاز كلاهما على جائزة نوبل في الفيزياء سنة 2010، وهما أندريه غييم وكونستانتين نوفوسيلوف - وهي هجين إلكتروني من نوع sp2. المادة عبارة عن صفيحة بطول 50 ذرة وعرض ذرة واحدة. أبرز مزايا هذه المادة هي السرعة الفائقة لإلكتروناتها، حيث تبلغ (44000 سم2\ ث.ف) عند درجة حرارة الغرفة. فيتوقع لهذه المادة أن تساعد في رفع سرعة الحواسيب وشاشات اللمس إلى مستويات عليا. حيث ذكر باحثون من آي بي إم في صفر 1431 هـ \ فبراير 2010 أنهم حققوا سرعات تصل إلى 100 جيجاهرتز باستعمال مقحل (ترانزستور) من مادة الغرافين. ومن الأسباب كذلك التي تدعم مادة الغرافين إمكانية تشويب مادة الغرافين وصنع نبيطة بخطوة واحدة. الأمر الذي يرشحه لإزاحة السيليكون عن عرش أشباه الموصلات.

## الإنتاج
دعيت المادة بالغرافين لإنها مشتقة من الغرافيت حيث أن طبقات عديدة من الغرافين تكون الغرافيت. وتنتج بعدة طرق أهمها واكثرها استعمالا هو تقشيره من الغرافيت باستخدام الشريط اللاصق. الطريقة الأخرى التي يجرى عليها ابحاث والتي تمكننا من تصنيعه على مستوى كبير هي الترسيب الكيميائي للبخار. الطريقة الثانية لديها عدة مشاكل منها : تكون عدة طبقات من الغرافين وفقدانه لبعض خواصه. تعرض بلورة الغرافيت لمحاليل لأحماض، مثل حمض الآزوت وحمض الكبريت.

## الشكل
يتخذ الغرافين شكل شبكة تشبه قرص العسل, الغرافين المثالي يكون على هيئة سداسية لكن عيوب التصنيع ربما تخلفه إلى هيئة خماسية أو سباعية. ويعد حجر أساس يمكن أن تشكل منه أي مادة كربونية حتى الغرافيت ذاته إضافة للفولرين وألياف الكربون. على سبيل المثال 15 خماسي غرافين يشكلون فولرين. يعد تصنيع الغرافين على هيئة سداسية مستوية أمرا عسيرا وباهظا، حيث تكلف عينة بحجم شعرة الرأس 1000 دولار أمريكي. لكن هذا لم يقف عائقا أمام إنتاج رقاقة غرافين بقطر 100 ملم في جامعة ولاية بنسلفانيا  يتوقعون لها نظريا أن تفوق سرعة رقاقة السيليكون 100 مرة.

## الاستعمالات الصناعية
يُعتقد على نطاق واسع أن مادة الغرافين هي البديل لمادة السليكون. إن مميزات مادة الغرافين لا تكاد تٌضاهى فهي صلبة جدا ورقيقة وسعرها مناسب. تقوم العديد من الشركات حاليا بمحاولات للاستثمار فيها.
إن تصور الاستخدامات المستقبلية للغرافين يُمكن مقارنته باستخدام البلاستك (النايلون).

## الغرافين والبيئة
اكتشف علماء من جامعة كاليفورنيا في ريفرسايد أن الغرافين الذي قد يشكل ثورة في مجالات عديدة من التكنولوجيا، ليس آمنا. حيث أن الدراسة الأخيرة أظهرت أنه عند تسرب الغرافين إلى المياه الجوفية، يبدأ هيكله السداسي في الانهيار. وسرعان ما تفقد الجزيئات استقرارها، ولذلك لا يمكنها أن تسبب ضررا كبيرا. ولكن التلوث بالغرافين في المياه السطحية، حيث تكثر العناصر العضوية، قد يكون أكثر خطورة. تعد الزوايا الحادة لجزيئات النانو للغرافين قادرة على قطع غشاء خلايا الكائنات الحية. لذلك، يدعو العلماء إلى دراسة خصائص الغرافين بشكل دقيق قبل بدء استخدامه في صناعة الإلكترونيات بنشاط.